# Ágar CLED

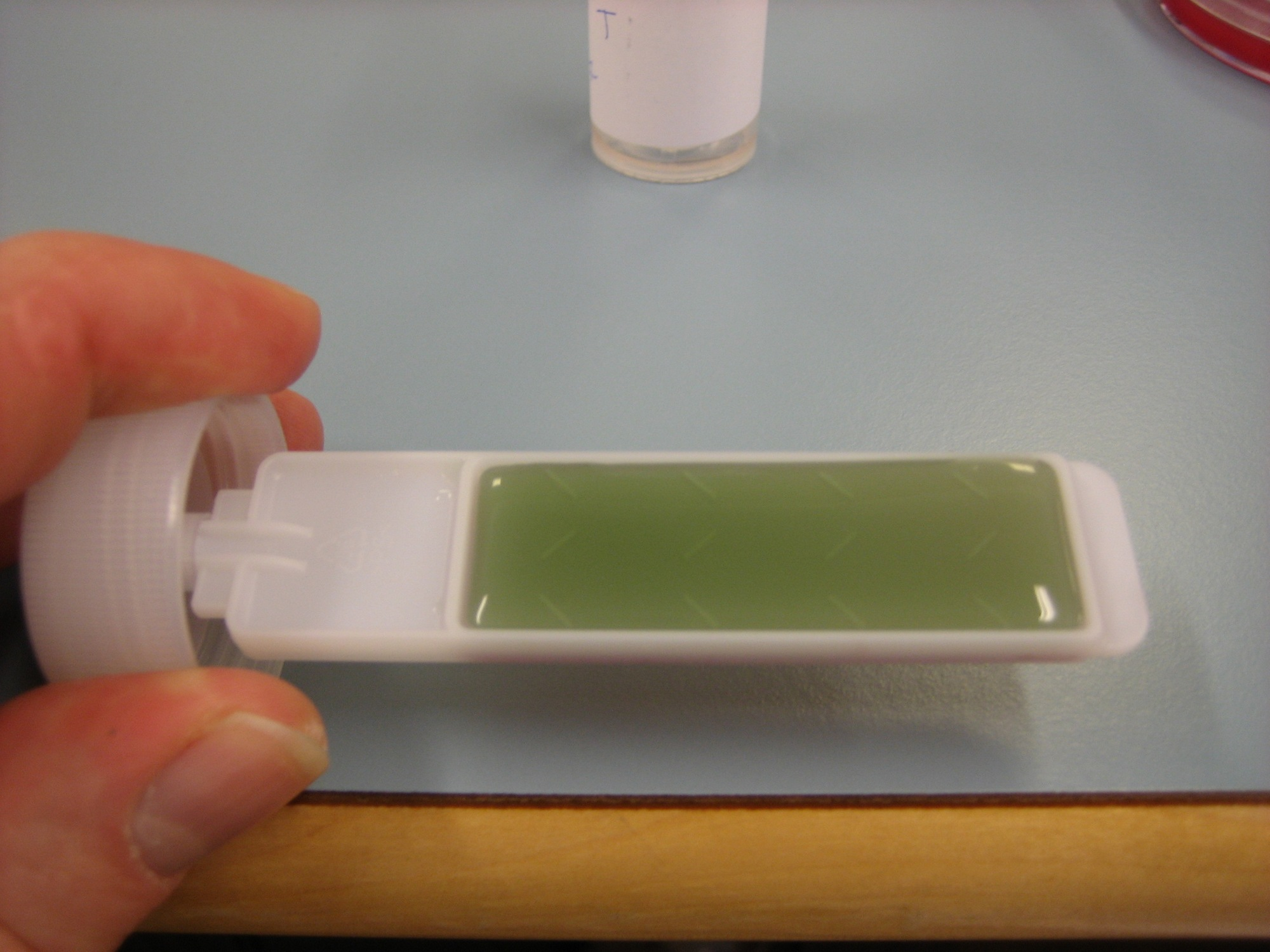

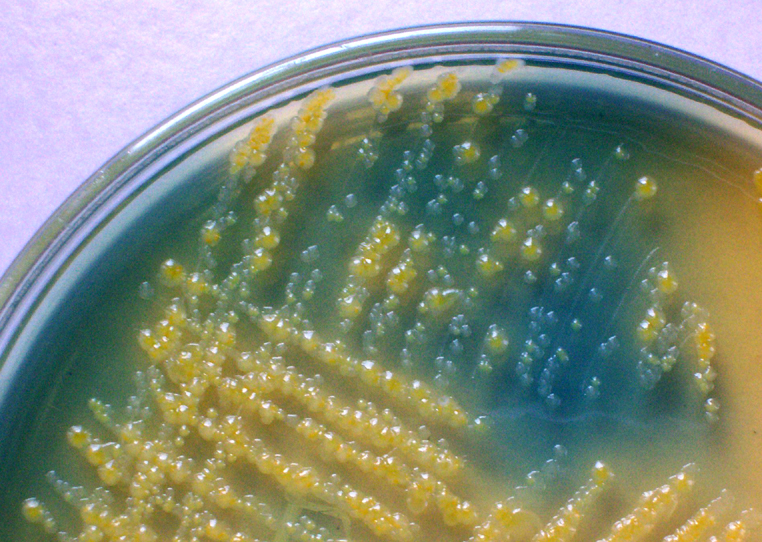

Ágar CLED (cystine lactose eletrolyte deficient) é um meio de cultura que inibe cepas de Proteus, além de isolar e quantificar os microorganismos da urina.
É um meio de coloração verde clara onde apresenta coloração amarelada para colônias de microorganismo lactase positivos e coloração azul para lactase negativos. Amostras lactose positivas apresentam o crescimento de Escherichia coli ATCC 25922 e amostras lactose negativas de Proteus vulgaris ATCC 8427. Caso não exista nenhum tipo de crescimento o meio é considerado negativo para estas bactérias.